# Tatobotys vibrata
Tatobotys vibrata là một loài bướm đêm trong họ Crambidae.